# 헤르베르트 치머만
헤르베르츠 치머만(독일어: Herbert Zimmermann, 1954년 7월 1일, 라인란트-팔츠 주 엥거르스 ~)은 독일의 전 축구 선수로, 현역 시절 공격수와 수비수로 활약했다.

## 클럽 경력
성공적인 스트라이커인 치머만은 바이에른 뮌헨에 입단했고, 이후 출전 기회를 잡지 못하다가 쾰른에서 중앙 수비수로 활약하기도 했다. 그는 새 소속 구단에서 부상 우려로 인해 수비수로 활약하다가 적응하면서 새 역할을 맡게 되었다. 바이에른 뮌헨이 1973년과 1974년에 분데스리가를 우승하고, 1974년 유러피언컵을 들어올릴 당시 후보러 머물렀던 치머만은 쾰른 소속으로 1978년에 DFB-포칼과 분데스리가를 동시에 석권해 2관왕을 달성했고, 이는 그가 소속 구단에서 거둔 최고 성과였다. 말년에 부상으로 허덕였던 치머만은 204번의 분데스리가 경기에 출전(22골)했다.

## 국가대표팀 경력
수비수 시절, 그는 1976년 10월에 웨일스와의 친선경기에서 서독 국가대표팀 첫 경기를 치렀다. 그는 1978년과 1979년에 자국 국가대표팀에서 가장 활발히 활동했는데, 이 기간동안 치머만은 14번의 국가대표팀경기에 출전했다. 1979년, 그는 골맛도 보았는데, 웨일스와 튀르키예를 상대로 한유로 1980 예선전에서 골문을 열었다. 이 골로 서독은 유로 1980 본선에 참가해 최종 명단에 이름을 올렸지만, 튀르키예와의 대회 예선전 이후로 출전한 경기는 없었다. 이탈리아에서 열린 본선에서는 부상으로 출전하지 못했다. 2년 전인 1978년, 그는 서독 선수단 일원으로 아르헨티나에서 열린 1978년 월드컵에 참가해 폴란드전을 치르고, 이탈리아전도 치렀지만, 부에노스 아이레스의 안토니오 베스푸시오 리베르티 기념 경기장에서 열린 이 경기 후반전에 부상으로 경기장을 나갔다.